# Paranepanthia brachiata
Paranepanthia brachiata är en sjöstjärneart som först beskrevs av Jean Baptiste François René Koehler 1910.  Paranepanthia brachiata ingår i släktet Paranepanthia och familjen Asterinidae. Inga underarter finns listade i Catalogue of Life.